# Округ Индијана (Пенсилванија)
Индијана (енгл. Indiana County) је округ у америчкој савезној држави Пенсилванија.

## Демографија
По попису из 2010. године број становника је 88.880, што је 725 (-0,8%) становника мање него 2000. године.
| Група             | 2000.          | 2010.          |
| Белци             | 86.493 (96,5%) | 83.864 (94,4%) |
| Афроамериканци    | 1.407 (1,6%)   | 2.434 (2,7%)   |
| Азијати           | 665 (0,7%)     | 774 (0,9%)     |
| Хиспаноамериканци | 457 (0,5%)     | 947 (1,1%)     |
| Укупно            | 89.605         | 88.880         |